# Wheta
Weta (of Wheta) is een plaats in Ghana in de regio Volta.
Wheta is de geboorteplaats van de bij de aanslag in Nairobi in 2013 omgekomen Ghanese dichter Kofi Awoonor. Awonoor was sterk betrokken bij de ontwikkeling zijn geboorteplaats.

## Geboren
- Kofi Awoonor (1935-2013), schrijver